# Robin Szolkowy

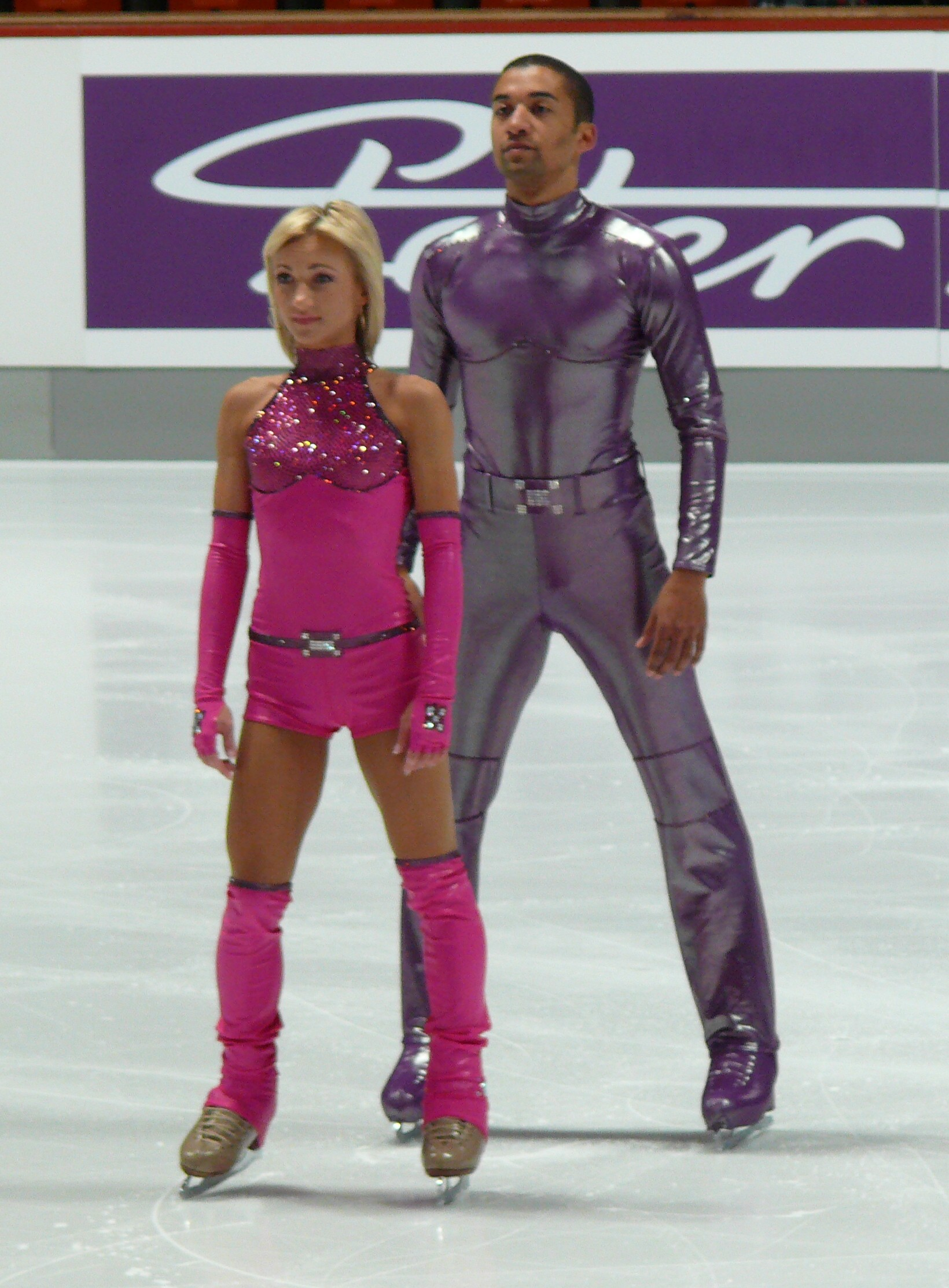
Aljona Savchenko / Robin Szolkowy tijdens de Nebelhorn Trophy 2008 in Oberstdorf

Robin Szolkowy (Greifswald, 14 juli 1979) is een Duitse kunstschaatser.
Szolkowy is actief in het paarrijden en zijn vaste sportpartner sinds 2003 is Aliona Savchenko. Zij worden gecoacht door Ingo Steuer. In het verleden schaatste hij onder andere met Johanna Otto en Claudia Rauschenbach.
Bij de senioren won hij met Aliona Savchenko negen ISU kampioenschappen. Bij de EK's van 2007, 2008, 2009 en 2011 en de WK's van 2008, 2009, 2011, 2012 en 2014 stonden ze op de hoogste trede van het erepodium.
Hij heeft negen nationale titels op zijn naam staan. Met Rauschenbach won hij in 2001 en met Savchenko won hij acht keer de Duitse titel (2004-2009, 2011, 2014).

## Persoonlijke records
| records             | punten | datum      | toernooi  |
| ------------------- | ------ | ---------- | --------- |
| Hoogste totaalscore | 227.03 | 07-12-2013 | GP finale |
| Hoogste korte kür   | 76.64  | 11-02-2014 | OS        |
| Hoogste vrije kür   | 147.57 | 07-12-2013 | GP finale |

## Belangrijke resultaten
1996/97 met Johanna Otto
1999-2002 met Claudia Rauschenbach
2003-2013 met Aliona Savchenko
| Olympische Spelen       |     |    |      |      |      |      |      | 6e     |       |      |      | Brons  |      |        |        | Brons  |
| Wereldkampioenschap     |     |    |      |      |      |      | 6e   | 6e     | Brons | Goud | Goud | Zilver | Goud | Goud   | Zilver | Goud   |
| Europees Kampioenschap  |     |    |      |      |      |      | 4e   | Zilver | Goud  | Goud | Goud | Zilver | Goud | t.z.t. | Zilver | t.z.t. |
| Nationaal Kampioenschap |     |    |      |      | Goud | Goud | Goud | Goud   | Goud  | Goud | Goud |        | Goud |        |        | Goud   |
| WK Junioren             | 13e |    |      | 10e  | 9e   |      |      |        |       |      |      |        |      |        |        |        |
| NK Junioren             |     | 4e | Goud | Goud |      |      |      |        |       |      |      |        |      |        |        |        |

 t.z.t. = trokken zich terug 
- Gemeinsame Normdatei: 1104961822
- MusicBrainz: 356630c6-f025-4d9b-8036-f42c4907058c
- Virtual International Authority File: 24146825221707631808